# Szinvapark

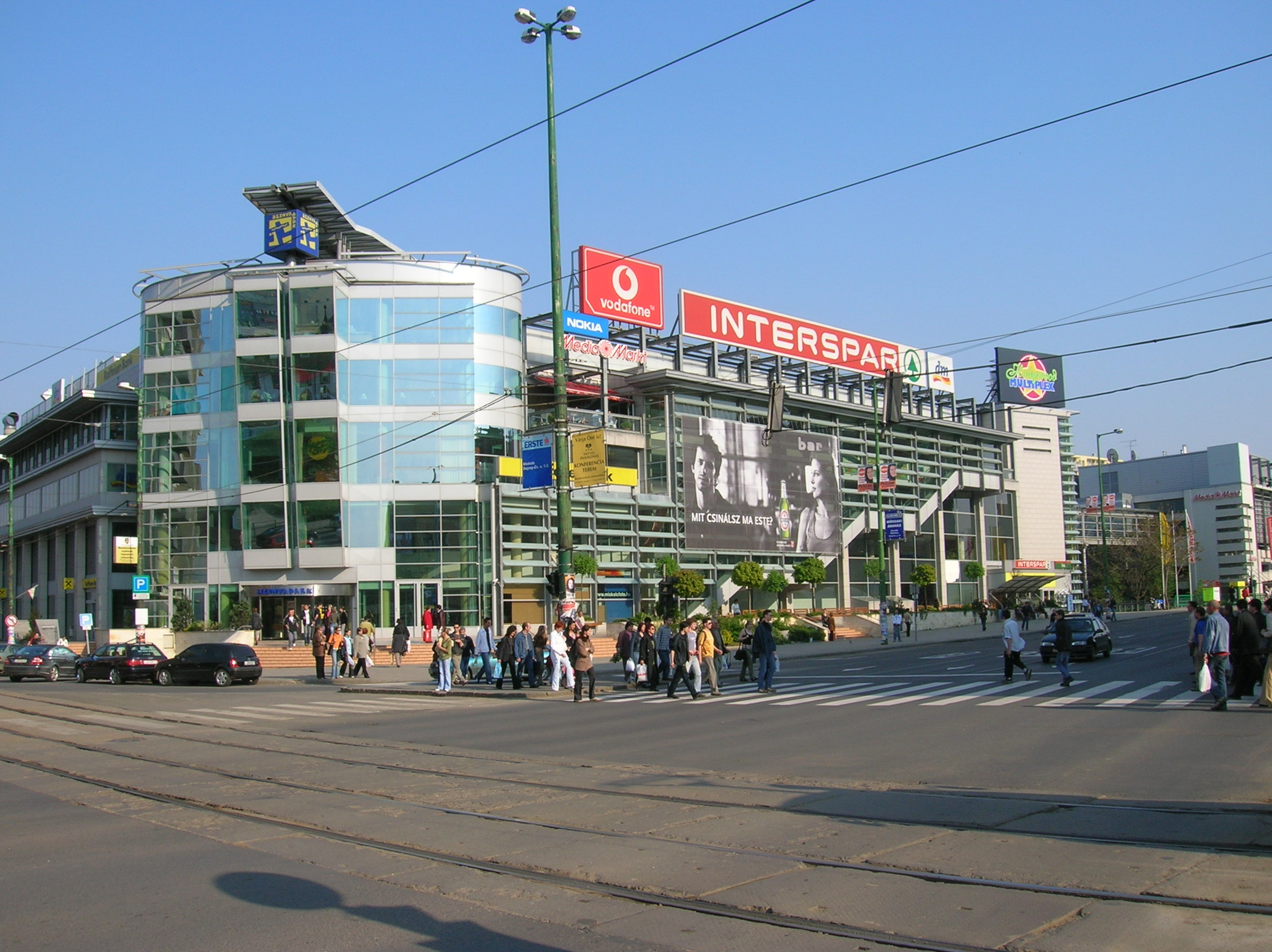
Szinvapark

Szinvapark – jednno z dwóch największych centrów handlowych w Miszkolcu, na Węgrzech. Stoi w centrum miasta, niedaleko od jego głównego rywala Miskolc Plaza.
Trzykondygnacyjne centrum handlowe otwarte w dniu 1 września 2000 jest odwiedzana przez 20 000 klientów dziennie. Na jego powierzchni 31 000 m² znajduje się 70 punktów handlowych, w tym Media Markt, InterSpar oraz Raiffeisen Bank (Raiffeisen jest także właścicielem kompleksu centrum). Hollywood Multiplex – centrum kinowe zostało zamknięte w 2007 roku.
Szinvapark został zaprojektowany przez Józsefa Viszlai; budowa trwała 15 miesięcy. Centrum pierwotnie planowano nazywać Ady Bridge Center, gdyż stoi obok mostu Ady. Swoją obecną nazwę zawdzięcza po strumienia Szinva, która przepływa przez miasto. Szinvapark składa się z dwóch budynków po obu brzegach strumienia Szinva, połączonych ze sobą oszklonym mostem – po lewej stronie znajdują się w większości punkty handlowe, w tym supermarket i kino, a drugi budynek jest głównie przeznaczony na parking, sklep Media Markt zajmuje górną kondygnację.

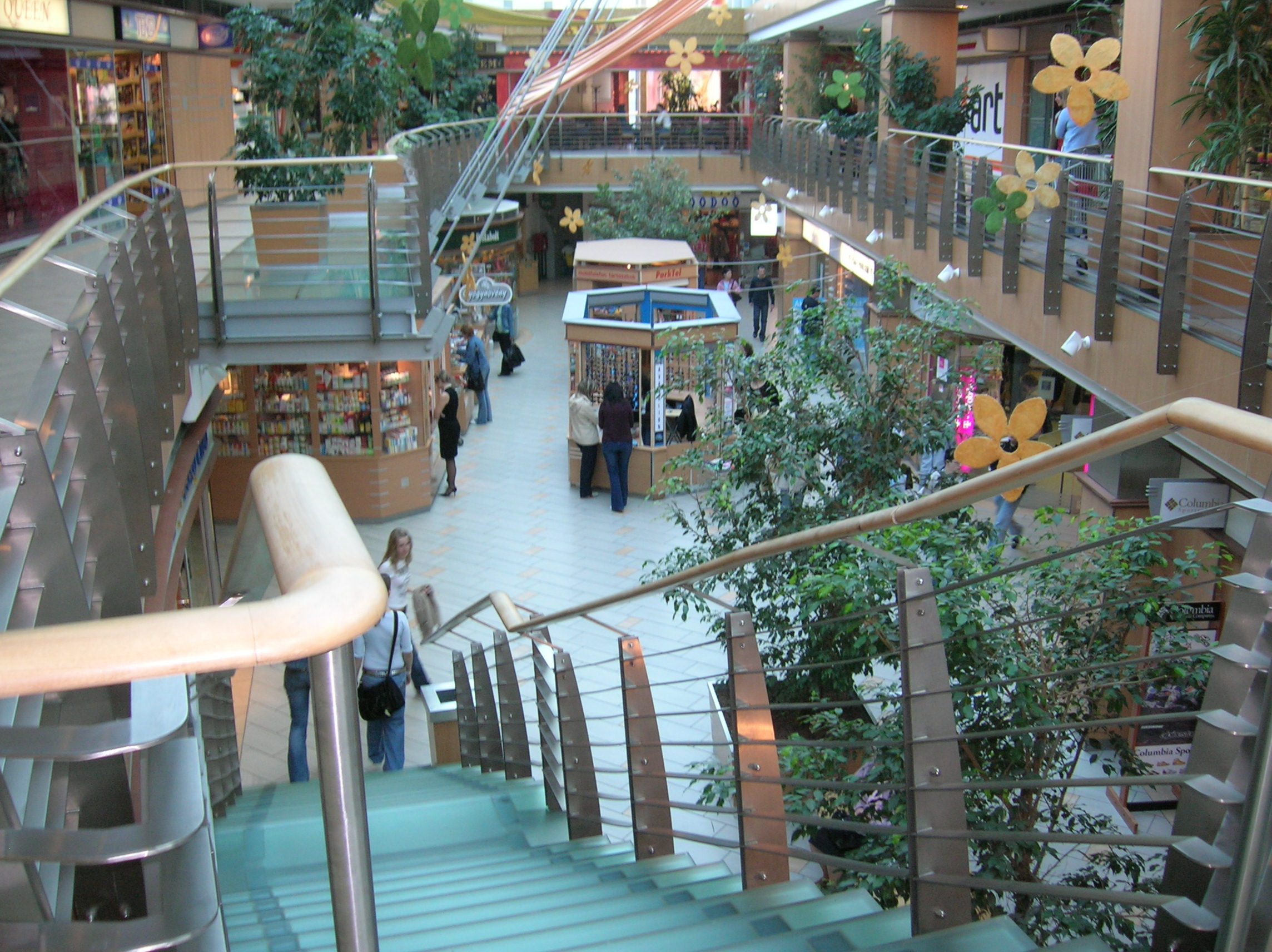
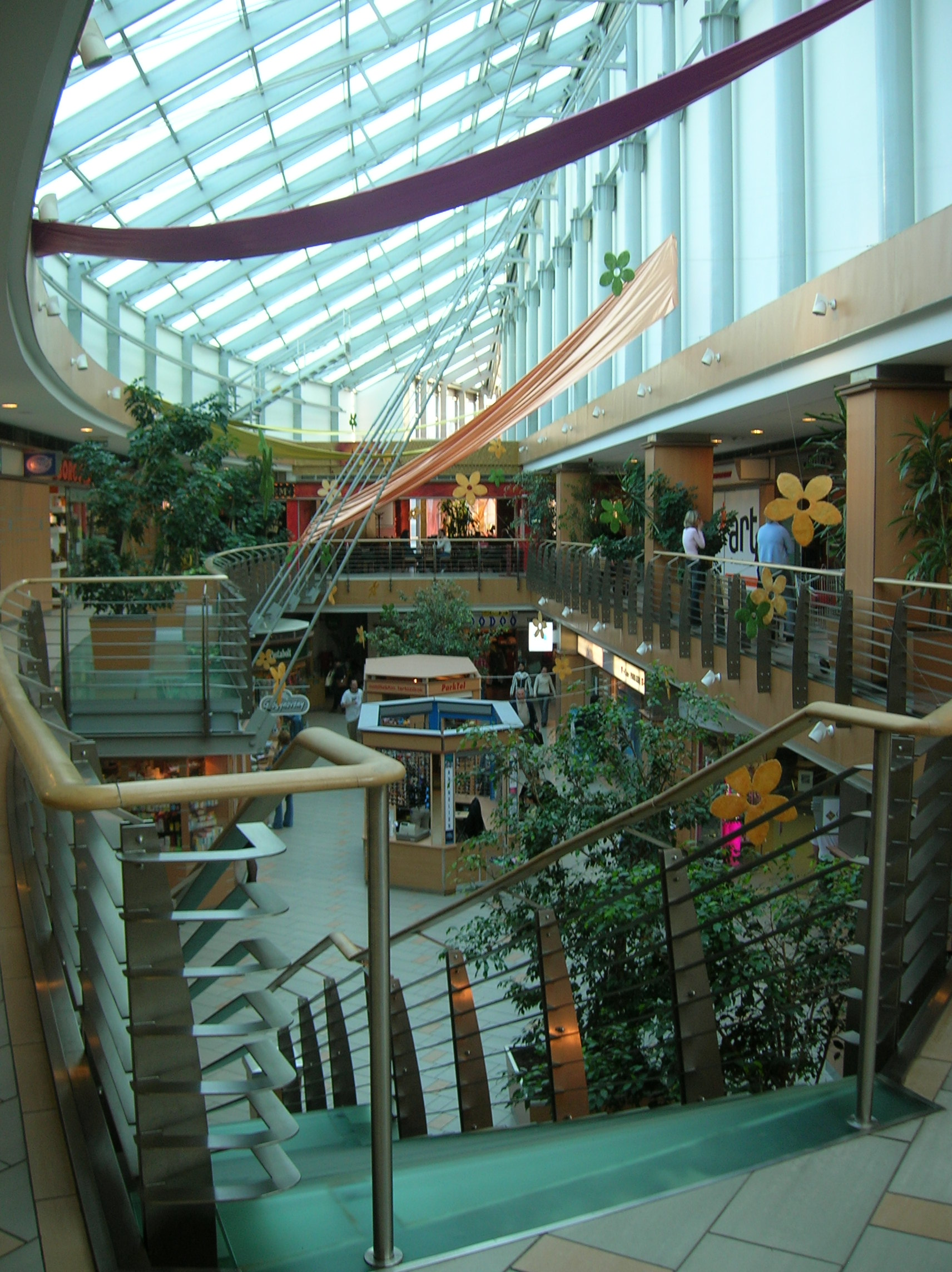
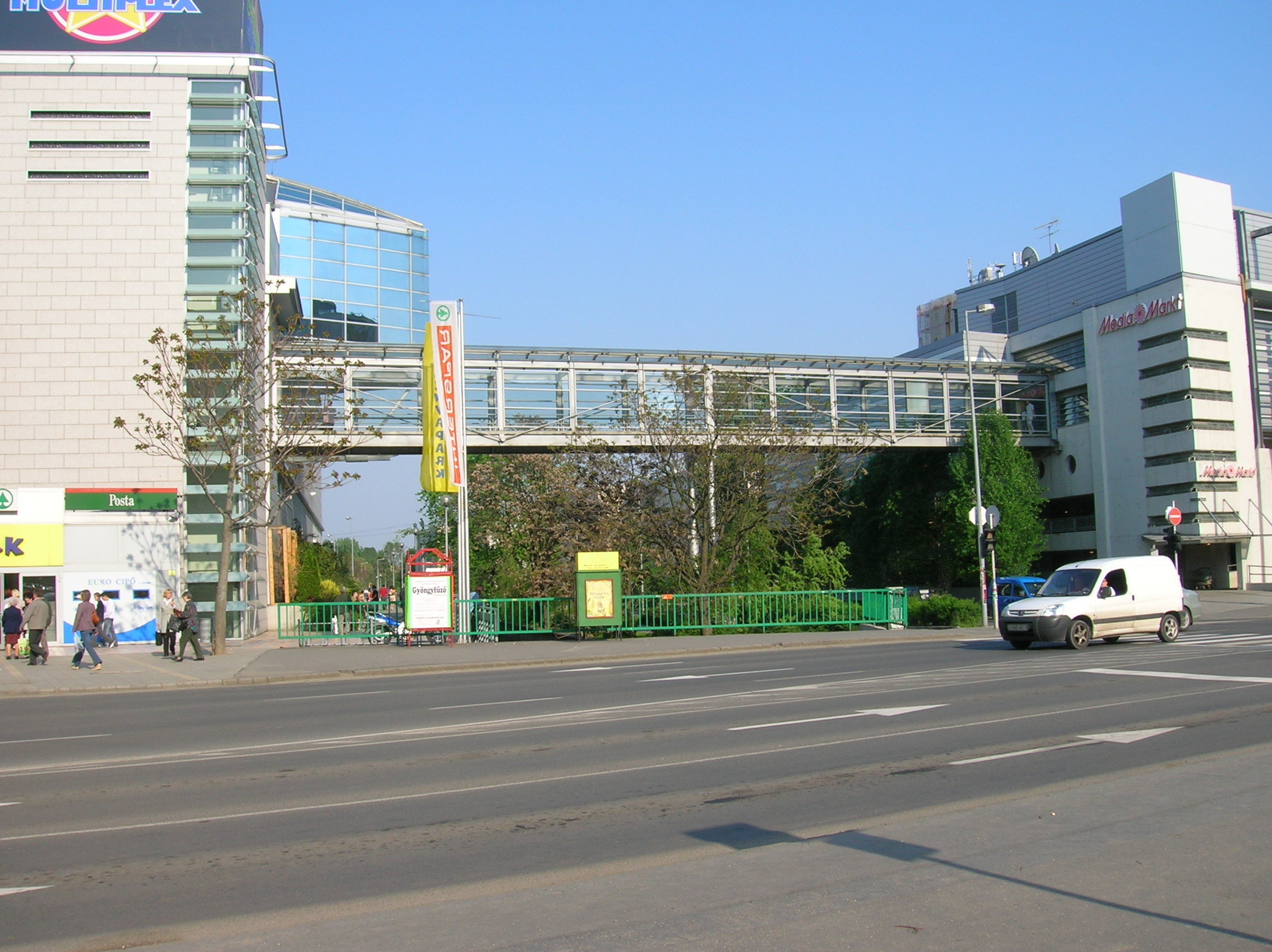
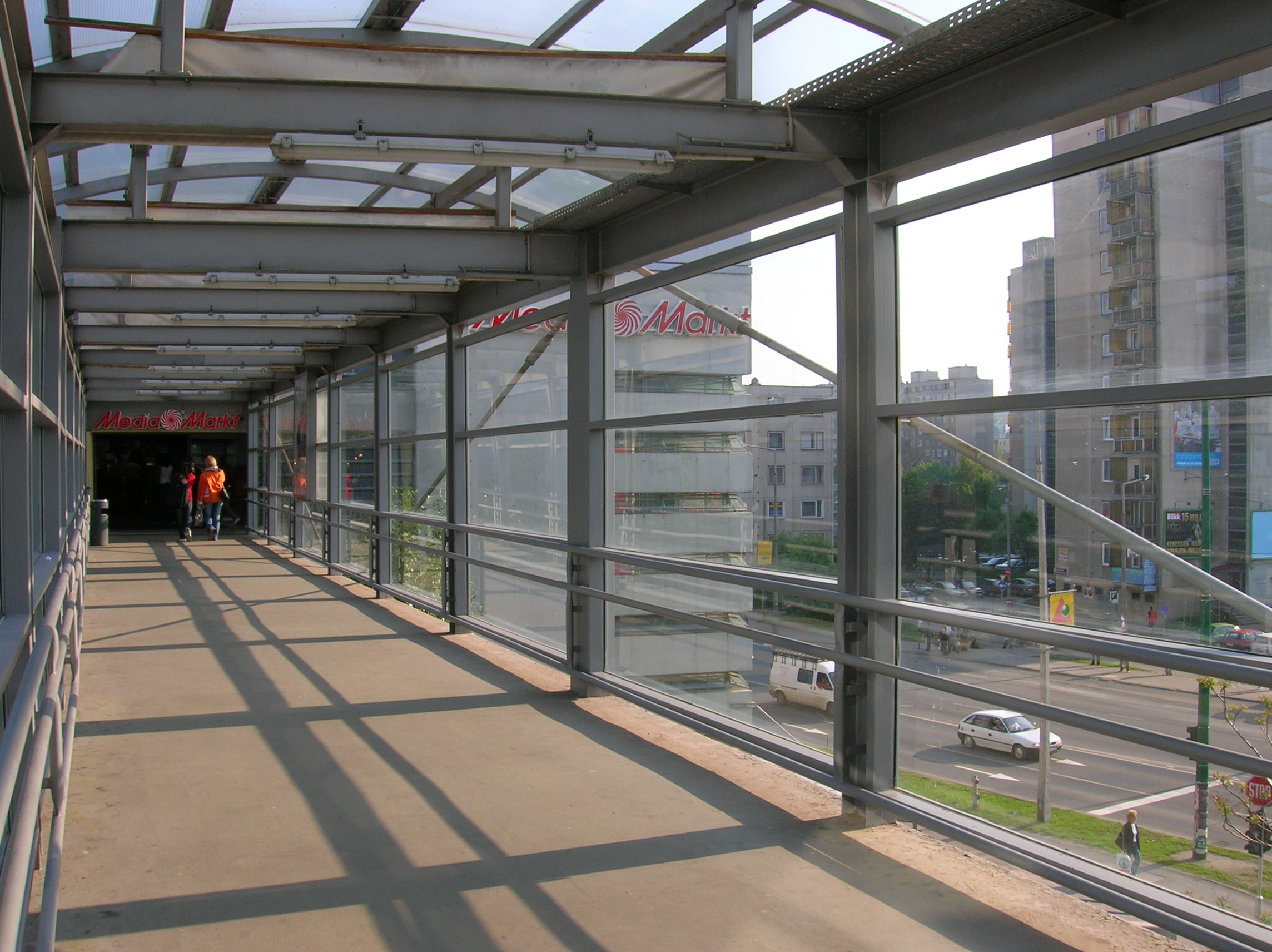